# Ingemobron

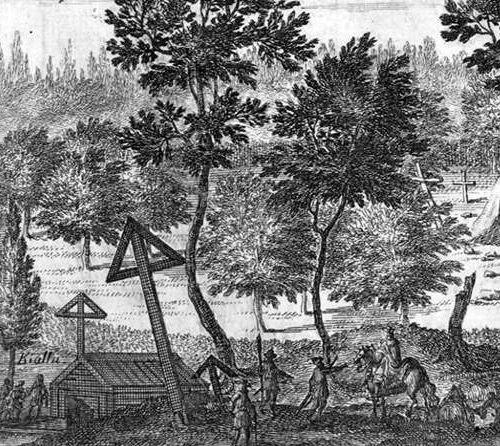
De Ingemobron in een ets van 1705 van Jan van den Aveele.

De bron van Sint Ingemo was een van de meest befaamde offerbronnen van Västergötland. Over de bronheilige is niet meer bekend dan dat ze speciaal werd aangeroepen bij ziekte onder het vee.
De bron is 1,2 × 0,6 meter groot en gekant met steen van een meter hoog. Het water is normaal ongeveer 30 centimeter diep. Over de bron ligt een 15 centimeter dikke schijf kalksteen. Men kan de loop van het water ongeveer 15 meter naar het oosten volgen, totdat het verdwijnt in dichtgegroeide vegetatie.
De gebruiken rond de bron zijn bekend van kerkelijke rapporten van het einde van de zeventiende eeuw. Met pinksteren en bij het midzomerfeest bezochten grote groepen mensen de bron. Ze trokken rond een ommuurd heilig bos vlak bij de bron, ze dronken van het water of ze baadden erin, en ze zongen een lied dat opgetekend is.
Ingemo is alleen als bronheilige bekend. Het is genealogische speculatie haar naam te tolken als Ingamoder (moeder van Inge), en haar te identificeren met een dochter van koning Emund van Zweden die gehuwd was met haar vaders opvolger, koning Stenkil van Zweden en die genoemd zou zijn naar haar zoon Inge.